# Olga Behar
Olga Behar Leiser (Palmira, Valle del Cauca, 16 de junio de 1956) es una escritora, periodista y politóloga colombiana. Es especialmente conocida por la novela Noches de humo y por el libro El clan de los 12 apóstoles que narra cómo Álvaro Uribe Vélez y su hermano Santiago Uribe Vélez conformaron grupos paramilitares en Antioquia.

## Trayectoria
Olga Behar es hija de padres judíos. La madre de Olga desciende de alemanes asentados en Colombia antes de que comenzara la Segunda Guerra Mundial. Cuando los nazis iniciaron su persecución en 1938 tuvieron que viajar a Colonia donde solo encontraron posibilidades para migrar a dos países: Ecuador y Colombia porque el resto de países en el continente habían cerrado sus puertas a los judíos.
Olga viajó a Estados Unidos en 1973, a cursar inglés. Cuando regresó a Colombia, entró a la Facultad de Comunicación Social de la Universidad Jorge Tadeo Lozano. Comienza a incorporarse en el periodismo en Cadena Radial Todelar, donde trabajó con Óscar Restrepo Pérez (recordado en el periodismo deportivo como "trapito"), y en el Noticiero Todelar bajo la dirección de Jorge Enrique Pulido. 
En 1979 se incorporó al noticiero de televisión Canta Claro de Jaime Soto Crespo, y posteriormente formó parte de 24 Horas con Mauricio Gómez Escobar. Su registro de trabajos periodísticos incluye eventos como el hallazgo de la Ciudad Perdida, la llegada de Muhammad Ali a Colombia, la toma del Palacio de Justicia y el proceso de paz con el M-19. Estuvo exiliada en México durante cinco años después de que el entonces ministro de Defensa Miguel Vega Uribe ordenó perseguirla. Aprovechó la distancia para escribir Noches de Humo, ser corresponsal de varios medios colombianos y reportera en la prensa mexicana. En 1990 volvió a Colombia, trabajó en la oficina de prensa del alcalde mayor Juan Martín Caicedo y pasó a ser corresponsal en Univisión. Años después, trabajó desde Costa Rica para RCN y Discovery Channel. Actualmente es corresponsal de la agencia VJ Movement, se dedica a la docencia universitaria. En 2011 publicó el libro El Clan de los 12 Apóstoles, catalogado como el libro de no ficción más vendido de ese año.

## Publicaciones
- Las guerras de la paz. Planeta (1986)[5]
- Noches de humo (1988)
- El Clan de los 12 Apóstoles (2011)
- Más fuerte que el Holocausto (2016)
- La paz no se rinde. Crónicas y memorias de los acuerdos de la Habana (2018)